# Elefanten (kvarter)

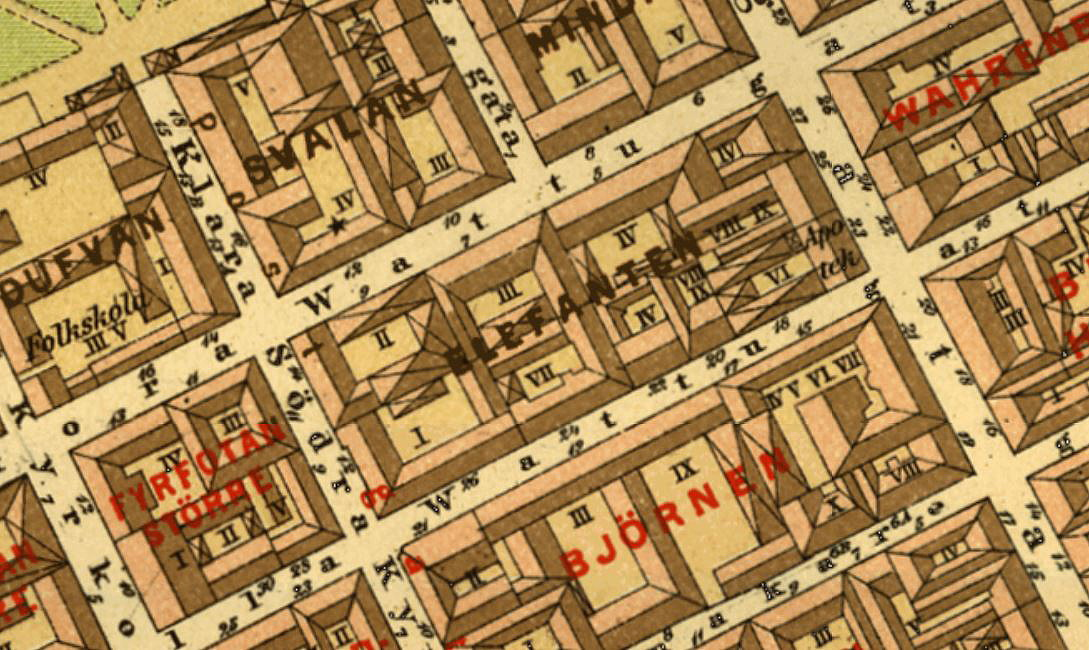
Kvarteret Elefanten 1885.

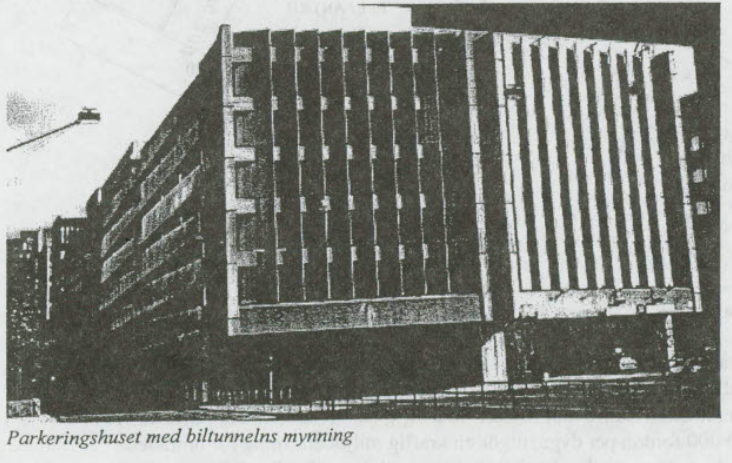
Parkeringshuset elefanten innan rivningen

Elefanten är ett kvarter på Norrmalm i centrala Stockholm. Namnet, ursprungligen Quarteret Elephanten, hade anlagts redan på 1600-talets mitt.

## Kvarteret

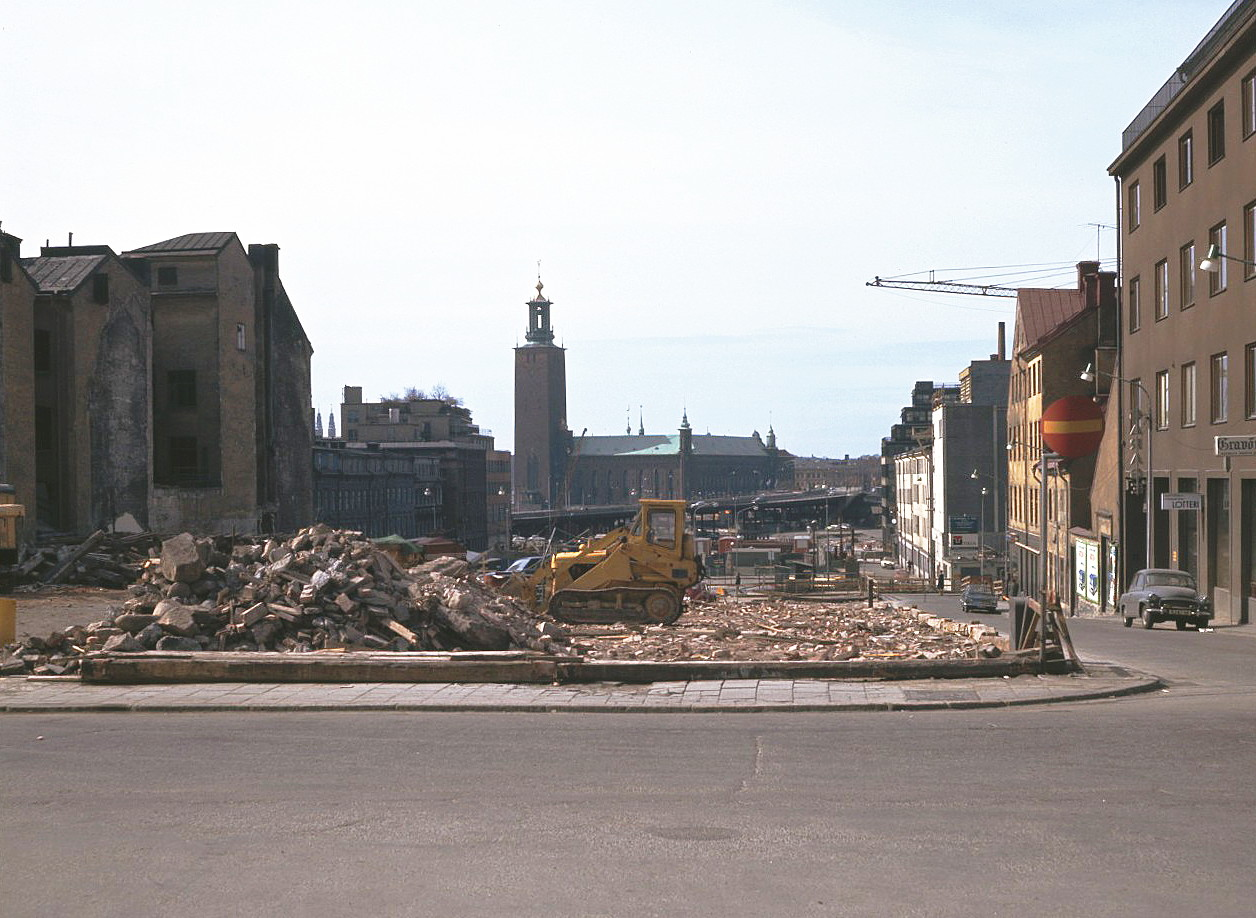
Elefanten 1967, vy mot väster efter rivningen av bebyggelsen.

Kvarteret Elefanten ligger mellan Vattugatan i norr och Herkulesgatan i söder. Namnet Elephanten finns omnämnt första gången 1651. Elefanten hör tillsammans med närbelägna Tigern och Lejonet till kategorin exotiska djur.
I samband med Norrmalmsregleringen revs i slutet på 1960-talet bebyggelsen inom hela kvarteret och dess närhet, från Vasagatan upp till Brunkebergstorg och mellan Herkulesgatan och Vattugatan. Stadsplanen för området fastställdes 1968. Enligt denna plan skulle det lämnas utrymme i kvarterets källare och bottenvåning för biltunneln under city, Klaratunneln, som mynnar på kvarterets västra sida. Ovanpå byggdes ett fem våningar högt parkeringshus med 550 p-platser, efter ritningar av arkitektkontoret Boijsen & Efvergren, som stod klart 1973. Det var helt i linje med ambitionerna enligt cityplanerna City 62 och City 67 att bygga ett stort antal parkeringshus i Stockholms innerstad och att anpassa staden till den växande bilismen.

## Rivning av parkeringshuset

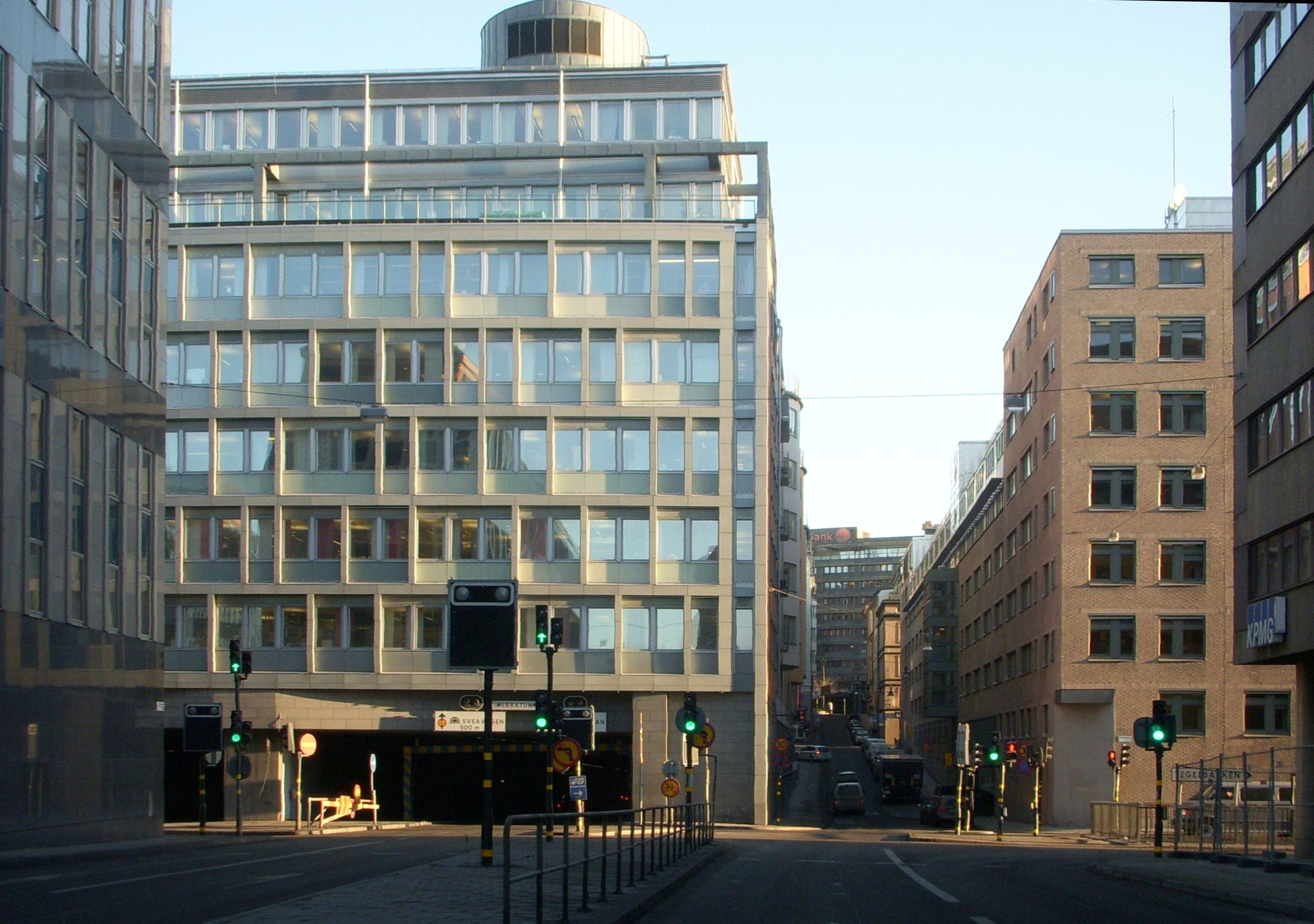
Kvarteret Elefanten i januari 2009. Vy mot öst, infart till Klaratunneln i mitten, Herkulesgatan till höger.

Under 1990-talet hördes allt högre röster för att riva huset och bygga bostäder i området. Ett av Stockholmspartiets vallöften inför kommunvalet 1998 var att verka för att Elefanten revs. En av partiets affischer inför valet bestod bara av en bild på parkeringshuset och texten "Riv!". En prominent förespråkare för rivning av p-huset var författaren och journalisten Harald Norbelie som under ett par års tid avslutade nästan alla av sina lokalradioprogram med orden: ”För övrigt anser jag att Parkeringshuset Elefanten bör rivas”, travesterande den romerske politikern Cato den äldres uttalande: ”För övrigt anser jag att Kartago bör förstöras” (på latin: ”Ceterum censeo Carthaginem esse delendam”). Både Cato och Norbelie hade framgång: Kartago förstördes och Elefanten revs.

## Flerbostadshus
I mars 2003 fastställdes en ny detaljplan för området med syfte att skapa bostäder och samtidigt förbättra miljön och stadsbilden samt höja den arkitektoniska kvalitén. Parkeringshuset revs 2001 och 2003 stod det nya bostadskvarteret med 150 lägenheter och sju butikslokaler färdigt. Totalentreprenör var Skanska och arkitekt var Brunnberg & Forshed arkitektkontor.